# اودا تالاوینا مگوداگامدا
اودا تالاوینا مگوداگامدا (به لاتین: Uda Talawinna Megodagammedda) یک منطقهٔ مسکونی در سری‌لانکا است که در استان مرکزی (سری‌لانکا) واقع شده‌است.